# Quattrocento
 (août 2021).

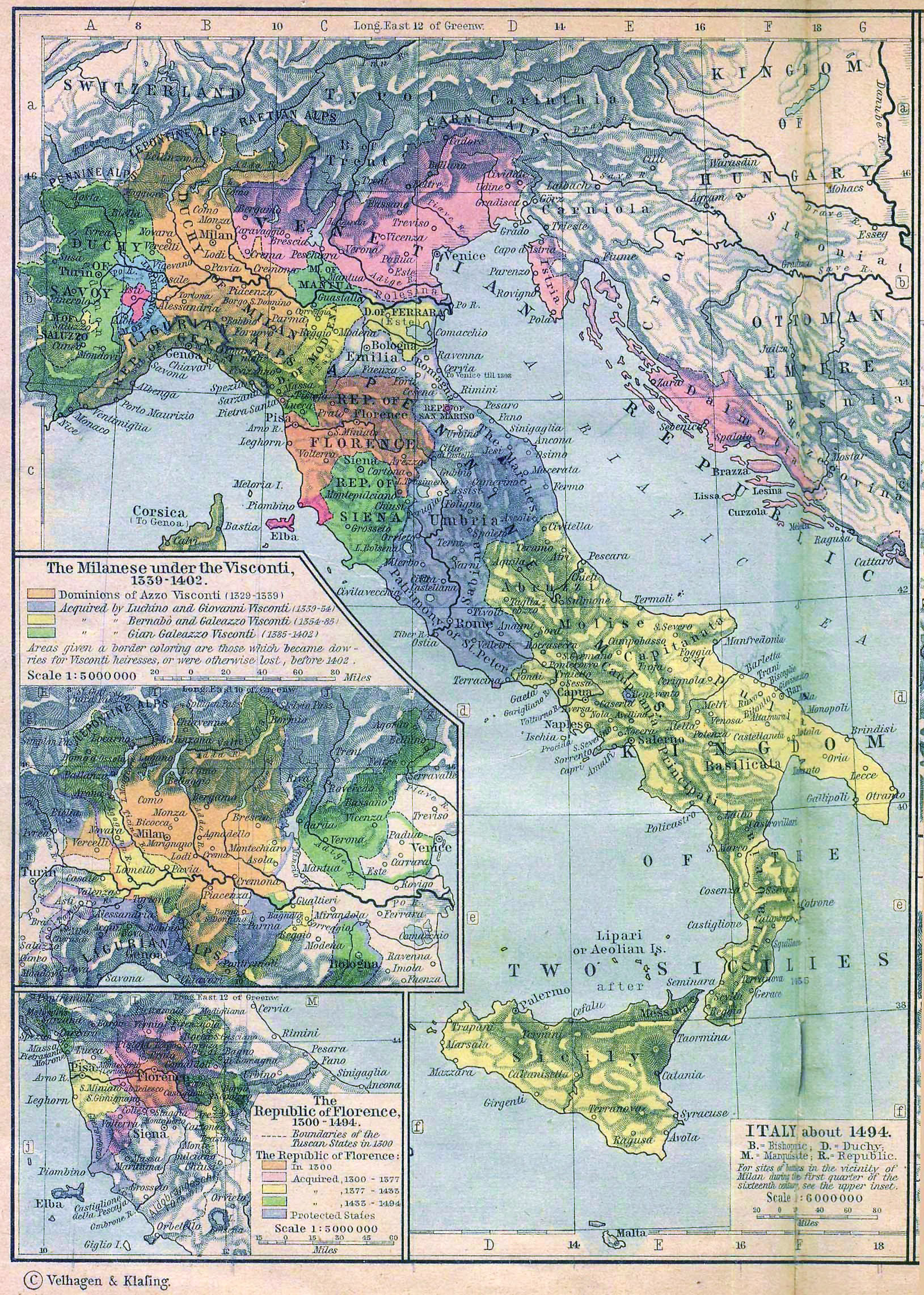
Carte politique de la péninsule italienne vers 1494.

Le Quattrocento /ˌkwattroˈt͡ʃɛnto/, contraction de millequattrocento en italien, est le XVe siècle italien, succédant au Moyen Âge. C'est le siècle de la Première Renaissance, mouvement qui amorce le début de la Renaissance en Europe.
Ce mouvement qui se caractérise en peinture par une rupture avec le goût byzantin régnant dans toute l'Europe, apparaît à Florence en premier lieu.
À cette période a lieu un véritable bouillonnement culturel en matière d'art, dans les cités de Venise, Milan, Rome et Mantoue pour ne citer que les plus émergentes. On assiste à une véritable compétition des cités-États qui s'offrent les services d'artistes aux noms prestigieux. D'autres capitales italiennes, comme Bologne, Ferrare, Urbino, Bari, Pérouse, Padoue, Naples, Palerme et Ravenne, ont contribué aussi par leurs échanges nombreux, au renouveau artistique.

## Florence

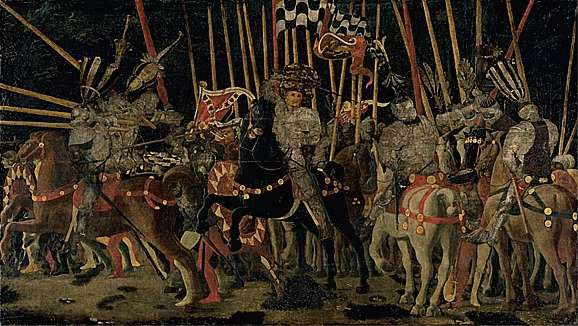
La bataille de San Romano (1432), ici peinte par Paolo Uccello, annonce l'avènement de la cité de Florence et de ses marchands sur la scène européenne.

Sous l'influence des Médicis à Florence, les arts connaissent une évolution. Cosme de Médicis concourt au mécénat d'artistes majeurs tels que Paolo Uccello ou Fra Angelico qui participent de l'École florentine. La coupole de la cathédrale de Florence est un excellent témoignage de cette époque.
Les Florentins poursuivent leur domination sur la Toscane en l'emportant sur Pise en 1406. Cependant, en 1494, Pierre II de Médicis perd la souveraineté de Florence à l'occasion de l'arrivée de l'armée de Charles VIII, en route pour Naples depuis la Lombardie ; chassée par les Florentins, sa famille part en exil. Savonarole en tire profit et établit une théocratie dans la ville.

## Sienne
L'École siennoise se développe parallèlement à l'art pictural de l'école florentine, par un goût raffiné pour la couleur, hérité de Byzance, avec un chromatisme très particulier, orangés, rouges très vifs, verts amande et un jeu subtil d'opposition des chauds et des froids comme on peut le voir chez Sassetta et Giovanni di Paolo.

## Italie centrale

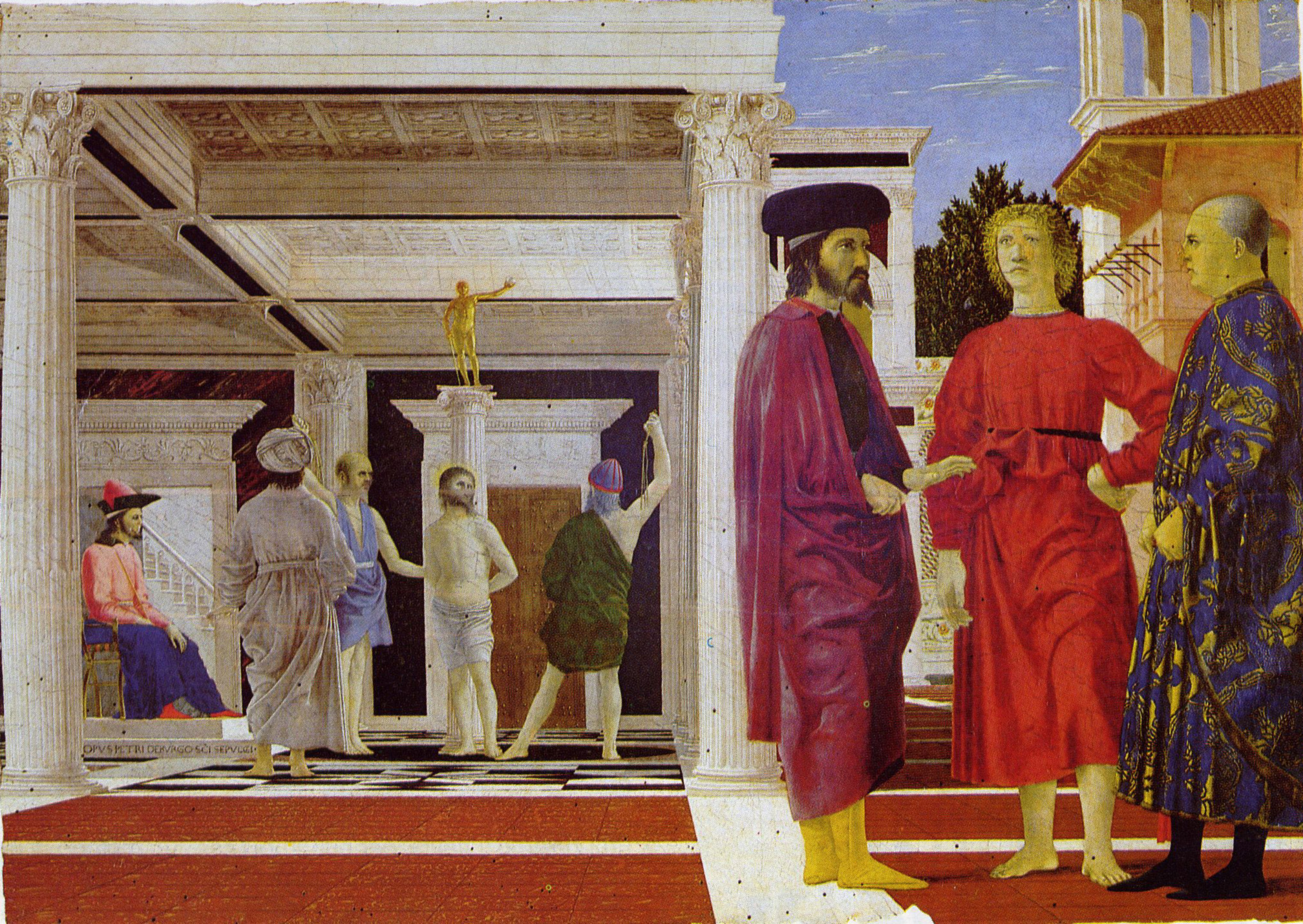
Flagellation du Christ, 1444
Piero della Francesca, Urbino.

La ville d'Urbino connut son apogée sous le règne du duc Frédéric III de Montefeltro (1444-1482). Le peintre Piero della Francesca est le fleuron de sa cour.
À Pérouse, en raison des rivalités entre les familles locales, Baglioni, Oddi et Michelotti, la ville s'est transformée en champ de bataille. Comme dans de nombreuses villes de Toscane et d'Ombrie, elle se couvrit alors de maisons-tours érigées par les personnalités les plus puissantes et les plus riches. Les arts purent quand même y fleurir et le Pérugin y fut nommé citoyen d'honneur en 1485.

## États pontificaux

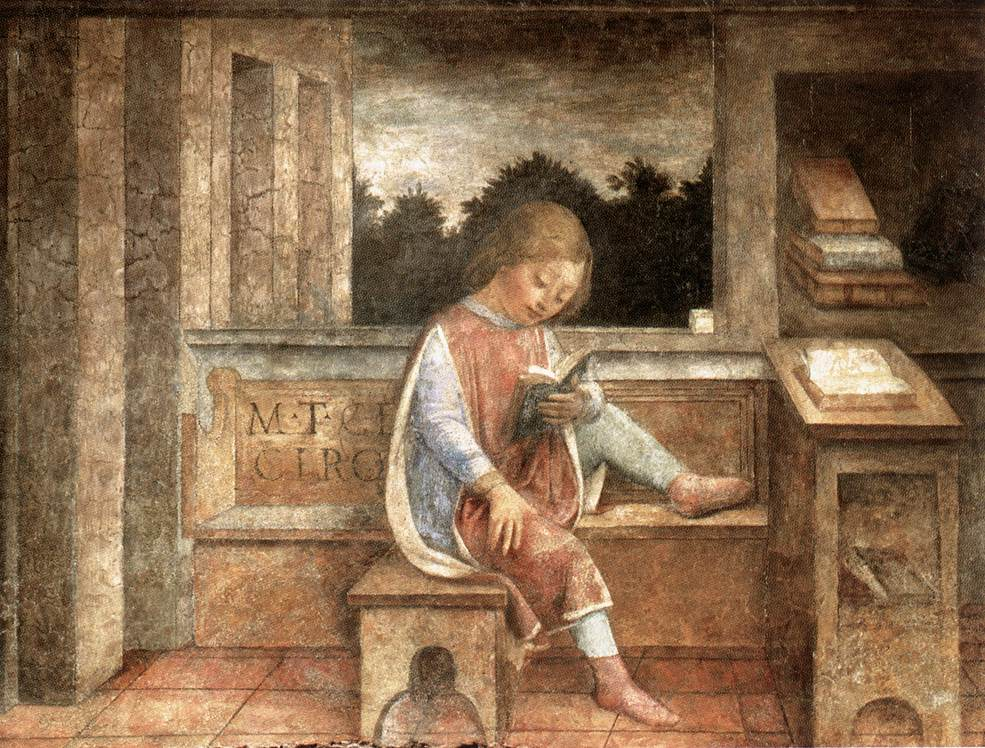
Le Jeune Cicéron lisant, 1464
Vincenzo Foppa
Wallace Collection.

La fin du Quattrocento illustre les troubles symptomatiques de cette époque dans cette zone géographique : un intrigant prince d'origine valencienne, César Borgia, tente en 1501 d'usurper le pouvoir en Romagne avec l'appui de son père, qui se trouve être le pape. Cette collusion d'intérêts, outre d'attirer les foudres de Savonarole, figurera parmi les inspirations du Prince, traité de Nicolas Machiavel écrit à Florence au siècle suivant.

## Milan
En 1450 à Milan, grâce aux victoires de Francesco Sforza, le pouvoir passe des Visconti aux Sforza. Ludovic Sforza commandera à Léonard de Vinci une statue équestre magnifiée de grandeur et de prestige, afin de gommer le souvenir de la dynastie qu'il a remplacée. La statue restera à l'état de plans du maître.
L'école lombarde compte parmi ses peintres, Michelino da Besozzo, Vincenzo Foppa et Giovanni Antonio Boltraffio.

## Venise

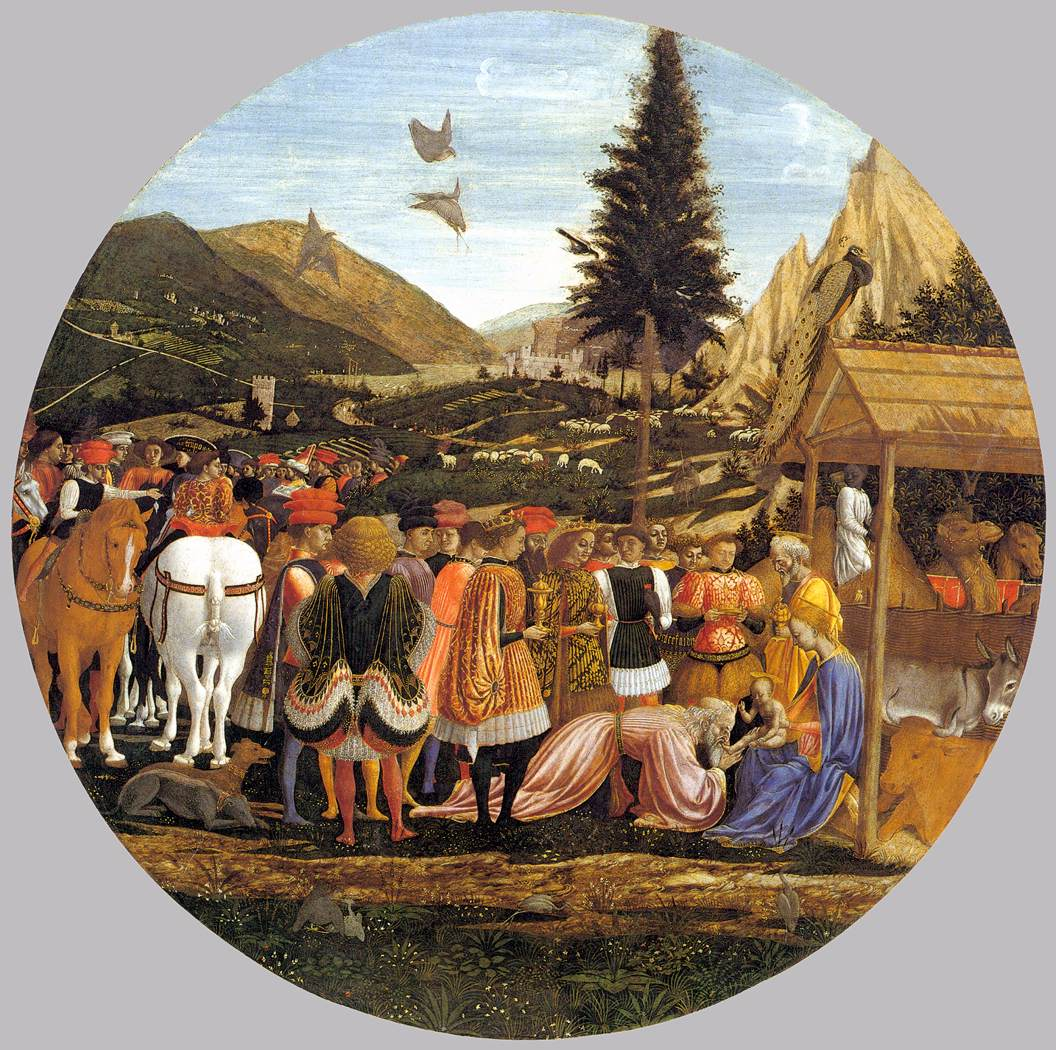
Adoration des mages, 1440-1443
Domenico Veneziano
Gemäldegalerie (Berlin).

Venise étend son contrôle au-delà de la mer Adriatique, au travers de la Crète puis de Chypre en 1489, puis fonde la Ligue de Venise.
Les débuts du XVe siècle sont remarquables pour l'école vénitienne par l'art d'Antonio Vivarini et de Giovanni d'Alemagna. Il s'agit encore du gothique international, avec l'assimilation progressive de la boîte spatiale de la première Renaissance. Puis se développe un plus grand naturalisme avec Alvise Vivarini, Iacopo Bellini et Domenico Veneziano avec leurs styles très personnels. Mais c'est surtout à la fin du XVe siècle et l'intégration de modèles antiques que la notoriété de peintres comme Andrea Mantegna et Giovanni Bellini, qui font usage de la peinture à l'huile, fait émerger Venise comme un très grand centre du nouvel art de la Haute Renaissance.

## Émilie-Romagne

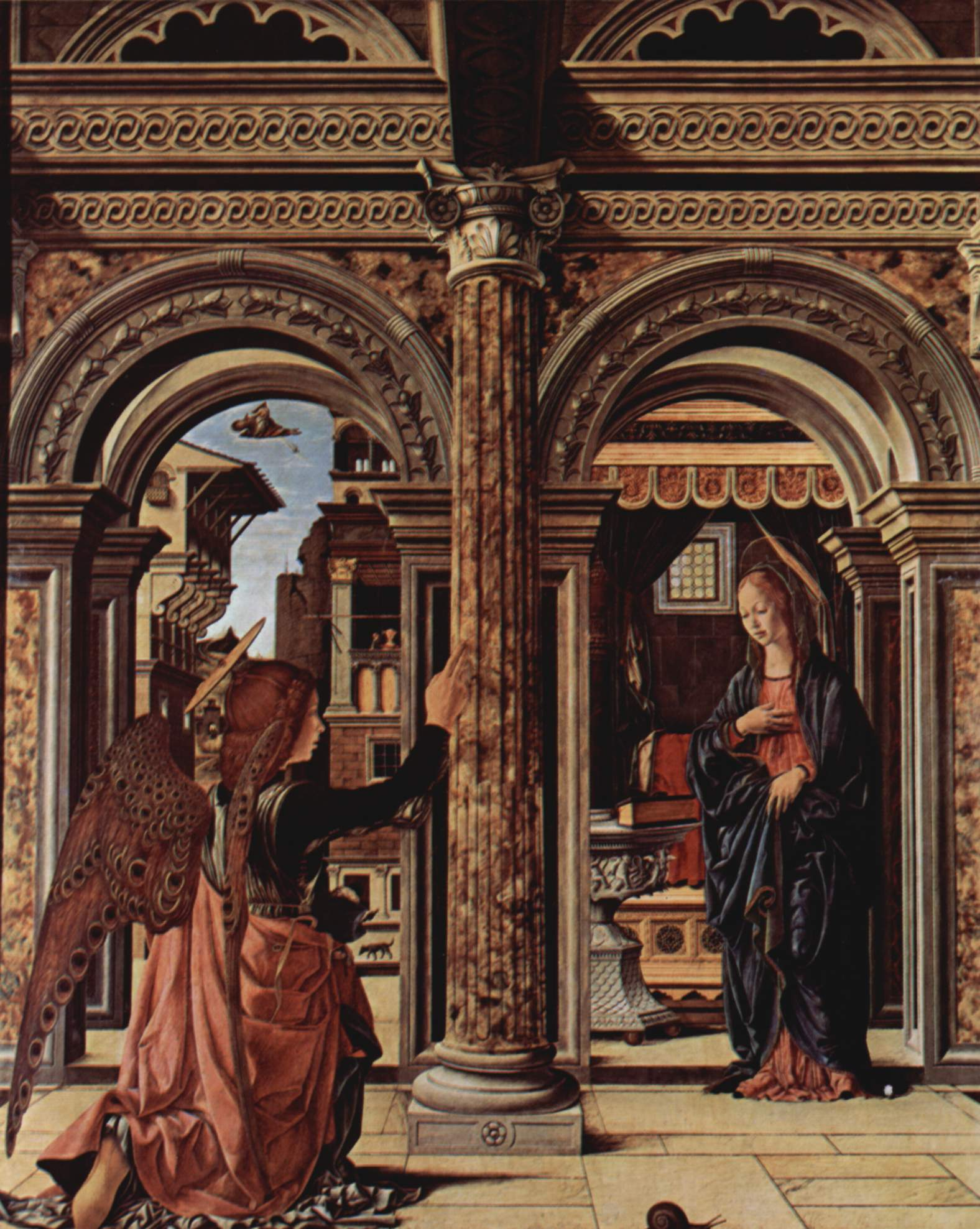
L'Annonciation, 1470
Francesco del Cossa
Dresde.

Bologne voit arriver son âge d'or au milieu du XVe siècle quand la famille Bentivoglio conquiert le pouvoir avec Sante (1445-1462) et Giovanni II (1462-1506). Cette période est l'une des plus florissantes de la ville, avec la présence de célèbres architectes et peintres dans ses murs, qui transforment Bologne en une véritable ville italienne de la Renaissance.
À Ferrare Hercule Ier (1471-1505) dota la ville d'un magnifique plan d'urbanisme réalisé par l'architecte Biagio Rossetti. À cette époque, attirés par cette brillante cour, des artistes comme Pisanello, Andrea Mantegna et Piero della Francesca, donnèrent naissance à une « école » qui forma de grands peintres, tels que Francesco del Cossa ou Cosmè Tura.
L'école de Forlì est centrée autour du maître Baldassarre Carrari l'Ancien, disciple de Giotto di Bondone et maître de Melozzo de Forlì.

## Italie du Sud

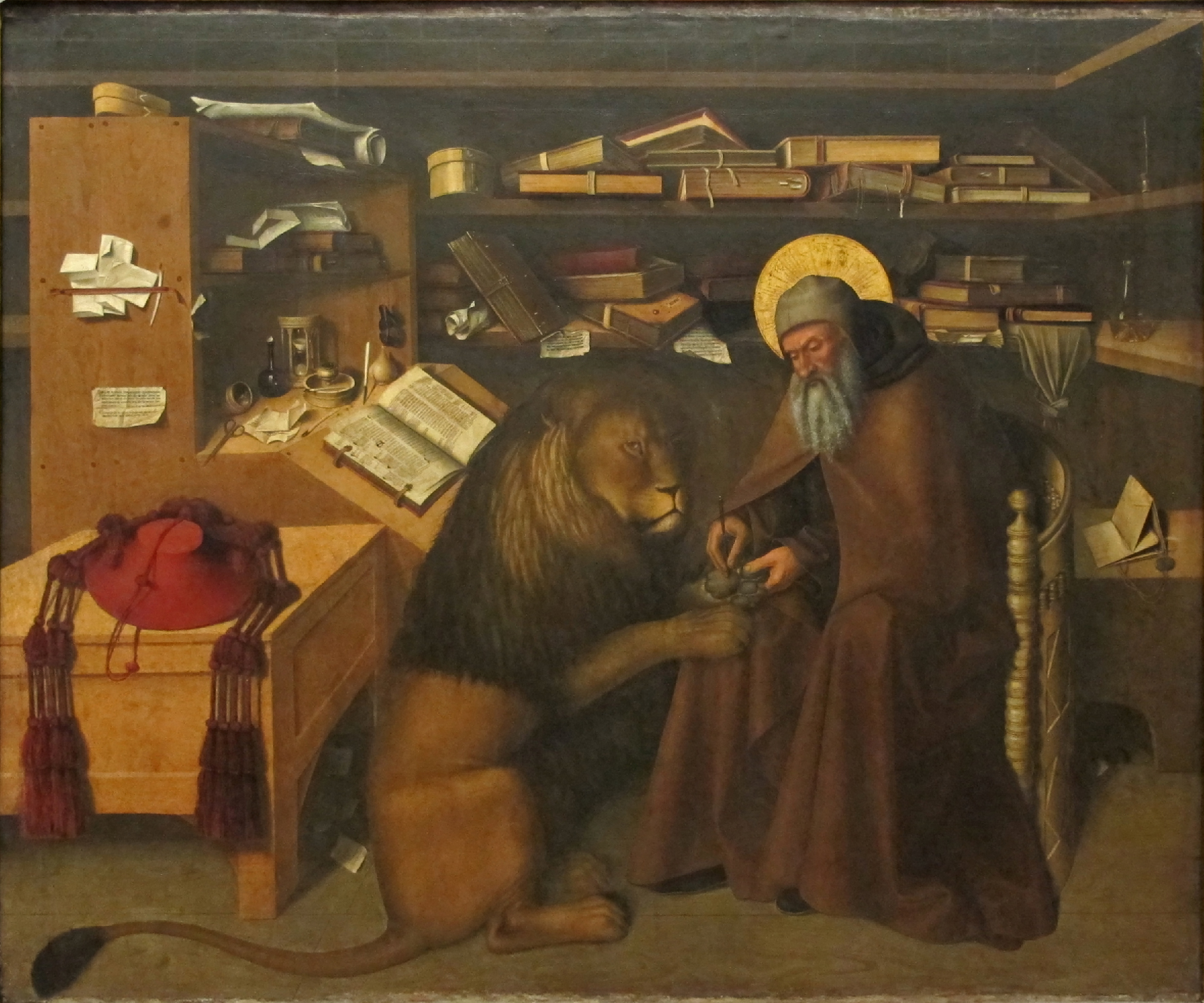
Saint Jérôme, v. 1440
Colantonio
Musée de Capodimonte.

Ce siècle y est marqué par la fin de la dynastie des ducs d'Anjou, grands amateurs d'art, et la réunification du royaume de Naples et de la Sicile.
Jeanne II de Naples fut reine de Naples de 1414 à 1435. N'ayant pas d'enfants, elle a désigné pour lui succéder René, duc de Bar et d'Anjou, comte de Provence. Sous son règne, Colantonio fait ses débuts et révèle ainsi clairement la présence dans la suite du roi, de maîtres d'origine du Nord de la France. Il fut le maître d'Antonello de Messine et joua un rôle précurseur dans l'introduction de la tradition flamande en Italie.
René Ier d'Anjou est détrôné en 1443 par Alphonse V d'Aragon qui réunit ainsi les deux royaumes de Sicile, séparés depuis 1282. La conquête fut très importante du point de vue économique et militaire. Alphonse V favorise les arts et les lettres. Il fait notamment moderniser la forteresse du Castel Nuovo à Naples par l'architecte majorquin Guillem Sagrera. C'est le sculpteur catalan Pere Johan qui réalisa l'arche de triomphe placée à l'entrée du château. Avec les Aragonais, Naples eut ainsi un très grand développement culturel et commercial et passa ensuite en héritage à Charles Quint.